# Livovská Huta
Livovská Huta je obec na Slovensku v okrese Bardejov ležící v pohoří Čergov. Vznikla v 17. století při sklářské huti. Žije zde 45 obyvatel. Nachází se zde řeckokatolický chrám svatého Jakuba, bratra Páně z roku 1937. V katastru obce se nachází národní přírodní rezervace Pramenisko Tople a část národní přírodní rezervace Čergovský Minčol.